# Carl Bertheau III.

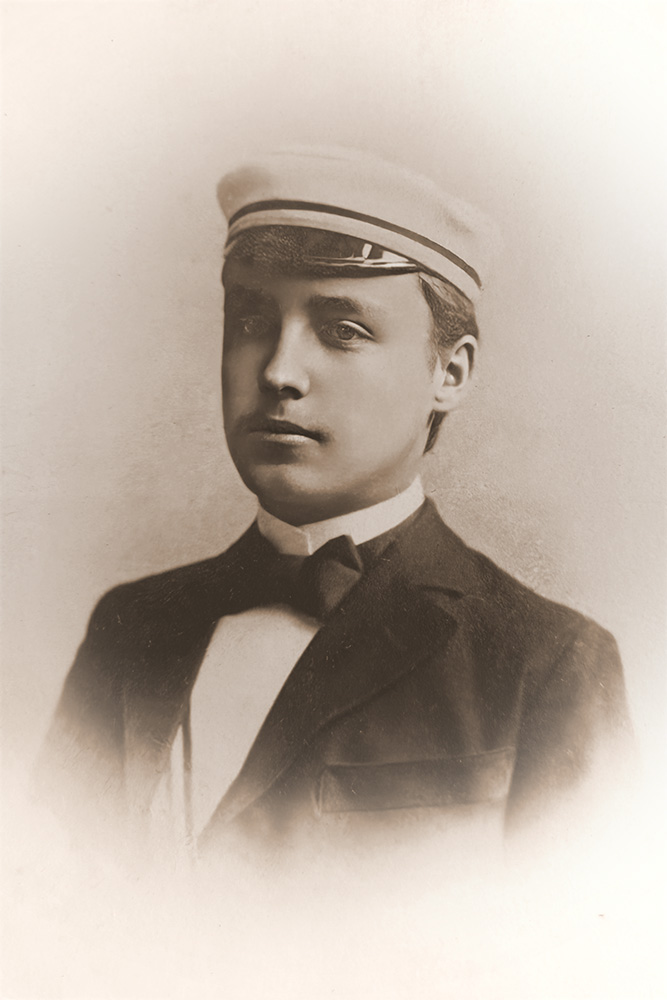
Carl Bertheau III. als Hallenser Student

Carl Bertheau (* 4. Juli 1878 in Hamburg; † 11. November 1944 ebenda) war ein deutscher Lehrer, lutherischer Theologe und Mitbegründer der Bekennenden Kirche in Hamburg.

## Leben und Wirken
Die Vorfahren Carl Bertheaus waren in Hamburg bekannte Theologen. Dazu gehörten sein Großvater Carl Bertheau der Ältere und sein Vater Carl Bertheau der Jüngere. Er selbst besuchte von 1884 bis 1887 in Hamburg die Realschule vor dem Holstentor und anschließend die Gelehrtenschule des Johanneums. Nach dem Abitur Ostern 1896 studierte er evangelische Theologie. Er besuchte 1896/97 die Universität Greifswald, 1897/98 die Universität Leipzig, 1898/99 die Universität Halle und 1899/1900 die Universität Tübingen. Studienbegleitend lernte er die arabische und syrische Sprache.  Er wurde Mitglied des Greifswalder, Leipziger und Hallenser Wingolfs. Das erste theologische Examen legte er am 25. September 1900 in Hamburg ab. Danach ging er auf das Lehrerseminar und gab Privatunterricht. 1902 wirkte er an Sankt Katharinen, wo er die Bibliothek sortierte und katalogisierte. Die zweite theologische Prüfung bestand er am 27. Februar 1903 ebenfalls in Hamburg. Anschließend bekam er keine kirchliche Stelle. Er hatte gehofft, wie sein Vater als Pastor an der Hauptkirche Sankt Michaelis arbeiten zu dürfen, konnte dort jedoch nur gelegentlich predigen.
Da er keine Stelle als Geistlicher fand, lehrte Bertheau 1904/06 vorübergehend an der Gelehrtenschule des Johanneums sowie am Wilhelm-Gymnasium. Im Juli 1904 bestand er in Kiel mit Auszeichnung die Staatsprüfung für das Lehramt an Höheren Schulen. Er durfte fortan Unterricht in Evangelischer Religion, Hebräisch und Latein erteilen. 1904/05 durchlief er ein verkürztes Anleitungs- und Probejahr am Johanneum. Am 1. Oktober 1905 wurde ihm die Anstellungsfähigkeit an Höheren Oberschulen erteilt. Danach unterrichtete er als Oberlehrer an der Gelehrtenschule Religion, Griechisch, Latein und Hebräisch, übernahm die Pflege der Schulbibliothek und gab nebenbei Privatunterricht. 1910 absolvierte er eine Ergänzungsprüfung für den Unterricht in alten Sprachen.
Kurz nach Ausbruch des Ersten Weltkriegs meldete sich Bertheau im August freiwillig zum Kriegsdienst. Er erlitt wiederholt schwere Verletzungen und musste einige Zeit in russischer Kriegsgefangenschaft verbringen. Für einige Zeit fungierte er im Halbmondlager als Dolmetscher für arabischsprachige Insassen. Da er sich während des Krieges nicht an der Stadtwache beteiligen musste, konnte er vertretungsweise auch Französischunterricht für ein zum Kriegsdienst eingezogenes Mitglied des Lehrerkollegiums geben.
Bei der Wahl der Lehrerkammer 1920 koordinierte Bertheau die Rechtsliste und übernahm das Amt des Sprechers. Er erhielt dabei einen Sitz in der Kammer. Die Hamburgische Bürgerschaft wählte ihn 1933 in die Landesschulbehörde. Bertheau setzte sich während dieser Zeit insbesondere für den Hebräischunterricht ein, der ab 1939 offiziell an Schulen nicht mehr erteilt werden durfte. Danach unterrichtete er die Sprache in von der Landeskirche anerkannten Privatkursen und nahm in dem Fach Prüfungen ab. Sein ehemaliger Schüler Walter Jens sagte, er habe Bertheau als „konservativ bis auf die Knochen und zu gleicher Zeit ein[en] besessene[n] Anwalt der hebräischen Sprache“ empfunden. Zu seinen Schülern gehörte auch der spätere hannoversche Landesbischof Eduard Lohse.
1933/34 erteilte Bertheau angehenden Religionslehrern zwei Semester Griechischunterricht an der Universität Hamburg. Da er als Lutheraner galt, kritisierte ihn hierfür insbesondere die Gesellschaft der Freunde des vaterländischen Schul- und Erziehungswesens. Bertheau befürwortete lutherische Bekenntnisschulen und engagierte sich im Evangelischen Elternbund unter der Leitung von Simon Schöffel. Er beteiligte sich im Kirchenvorstand der Sankt Michaeliskirche und übernahm 1929 das Amt des Gemeindeältesten der St. Lukaskirche in Fuhlsbüttel. 1933/34 gehörte er dem Landeskirchenrat an, 1934 auch dem Rechnungshof der Landeskirche.
In der Kirchenpolitik gründete Bertheau 1933 den Pfarrernotbund mit. Bis 1938 engagierte er sich in der Bekenntnisgemeinschaft. Dort trat er für eine Gruppe von Laien ein, die neben einer Gemeinschaft von Pfarrern bestand. In Fuhlsbüttel, wo er auch wohnte, führte er eine Gemeindegruppe. Er engagierte sich für einen Religionsunterricht, den die Bekennende Kirche eigenständig erteilten sollte, konnte sich damit aber nicht durchsetzen. Von 1920 bis zu seinem Lebensende wirkte er im Vorstand des Rauhen Hauses.